# Giải thưởng MTV châu Á
Giải thưởng MTV châu Á (tiếng Anh: MTV Asia Awards) là một giải thưởng ca nhạc của kênh MTV châu Á được trao hàng năm bắt đầu từ năm 2002 (giải không tổ chức năm 2007). Đây là giải thưởng dành cho các nghệ sĩ châu Á và quốc tế về lĩnh vực điện ảnh, thời trang, âm nhạc.

## Thông tin chung
| Năm  | Chủ đề                                                             | Thành phố         | Nơi diễn ra                            | Dẫn chương trình                 |
| ---- | ------------------------------------------------------------------ | ----------------- | -------------------------------------- | -------------------------------- |
| 2008 | M is back!                                                         | Genting, Malaysia | Arena of Stars                         | Jared Leto và Mạc Văn Uý         |
| 2006 | Codehunters                                                        | Bangkok, Thái Lan | Royal Paragon Hall, Siam Paragon, Siam | Vương Lực Hoành và Kelly Rowland |
| 2005 | MTV Asia Aid Lưu trữ ngày 24 tháng 12 năm 2008 tại Wayback Machine | Bangkok, Thái Lan | Impact Arena                           | Alicia Keys                      |
| 2004 | Valentine's Day                                                    | Singapore         | Sân vận động trong nhà Singapore       | Ngô Kiến Hào và Michelle Branch  |
| 2003 | MTV Cube                                                           | Singapore         | Sân vận động trong nhà Singapore       | Shaggy và Lý Mân                 |
| 2002 | Aliens                                                             | Singapore         | Sân vận động trong nhà Singapore       | Mandy Moore và Ronan Keating     |

## Các giải thưởng

### Nghệ sĩ được yêu thích khu vực châu Á
| Năm  | Trung Hoa đại lục | Hồng Kông    | Ấn Độ         | Indonesia    | Hàn Quốc     | Malaysia          | Philippines      | Singapore      | Đài Loan        | Thái Lan                  |
| ---- | ----------------- | ------------ | ------------- | ------------ | ------------ | ----------------- | ---------------- | -------------- | --------------- | ------------------------- |
| 2008 | Lý Vũ Xuân        | Cổ Cự Cơ     | Không có giải | Yovie & Nuno | Super Junior | Trương Đông Lương | Chicosci         | Tôn Yến Tư     | La Chí Tường    | TOR+ Saksit               |
| 2006 | Triệu Vy          | Twins        | Jal           | Peterpan     | Se7en        | Mawi              | Rivermaya        | Taufik Batisah | Vương Lực Hoành | Tata Young                |
| 2005 | Tôn Duyệt         | Dung Tổ Nhi  | Strings       | Peterpan     | Rain         | Siti Nurhaliza    | Rivermaya        | Tôn Yến Tư     | Chu Kiệt Luân   | Silly Fools               |
| 2004 | Thư Phác          | Trịnh Tú Văn | Abhijeet      | Audy         | BoA          | Siti Nurhaliza    | Parokya ni Edgar | Tôn Yến Tư     | Trương Huệ Muội | Bird (Thongchai McIntyre) |
| 2003 | Vũ Tuyền          | Trịnh Tú Văn | A. R. Rahman  | Cokelat      | JTL          | Siti Nurhaliza    | Regine Velasquez | Tôn Yến Tư     | Chu Kiệt Luân   | D2B                       |
| 2002 | Na Anh            | Trịnh Tú Văn | Shaan         | Padi         | Kangta       | Siti Nurhaliza    | Regine Velasquez | Tôn Yến Tư     | Trương Huệ Muội | Pru                       |

### Các giải thưởng quốc tế

#### Nghệ sĩ quốc tế được yêu thích nhất tại châu Á
Từ năm 2002 - 2006, giải có các mục riêng dành cho nam và nữ. Đến năm 2008, được thay bằng giải "Nghệ sĩ quốc tế được yêu thích nhất tại châu Á"
- 2008: Linkin Park

Nam nghệ sĩ được yêu thích nhất
| Năm  | Nghệ sĩ         |
| ---- | --------------- |
| 2006 | Ricky Martin    |
| 2005 | Usher           |
| 2004 | Gareth Gates    |
| 2003 | Robbie Williams |
| 2002 | Ricky Martin    |

Nữ nghệ sĩ được yêu thích nhất
| Năm  | Nghệ sĩ            |
| ---- | ------------------ |
| 2006 | Kelly Clarkson     |
| 2005 | Avril Lavigne      |
| 2004 | Christina Aguilera |
| 2003 | Avril Lavigne      |
| 2002 | Britney Spears     |

#### Ban nhạc được yêu thích nhất
Ban nhạc rock được yêu thích nhất
| Năm  | Ban nhạc    |
| ---- | ----------- |
| 2006 | Green Day   |
| 2005 | Hoobastank  |
| 2004 | Linkin Park |
| 2003 | Linkin Park |
| 2002 | Bon Jovi    |

Ban nhạc pop được yêu thích nhất
| Năm  | Ban nhạc        |
| ---- | --------------- |
| 2006 | Backstreet Boys |
| 2005 | Simple Plan     |
| 2004 | Blue            |
| 2003 | Blue            |
| 2002 | Westlife        |

#### Video được yêu thích nhất
| Năm  | Nghệ sĩ            | Video                 |
| ---- | ------------------ | --------------------- |
| 2008 | 30 Seconds To Mars | A Beautiful Lie       |
| 2006 | KoЯn               | Twisted Transistor    |
| 2005 | Maroon 5           | She Will Be Loved     |
| 2004 | Linkin Park        | Breaking The Habit    |
| 2003 | Linkin Park        | Pts.Of.Athrty (Remix) |
| 2002 | Backstreet Boys    | The Call              |

#### Các giải khác
The Innovation Award
- 2008: Radiohead

Ca sĩ mới nổi bật nhất
| Năm  | Nghệ sĩ        |
| ---- | -------------- |
| 2008 | Leona Lewis    |
| 2006 | Simon Webbe    |
| 2005 | Ashlee Simpson |
| 2004 | t.A.T.u.       |
| 2003 | Avril Lavigne  |
| 2002 | Linkin Park    |

Best Hook-up(2008)
- 2008: Apologize - OneRepublic ft. Timbaland

Bring Da House Down(2008)
- 2008: Muse - Muse Asia Tour

## Các giải thưởng đặc biệt
| Năm  | Giải                                        | Người đoạt giải                                      |
| ---- | ------------------------------------------- | ---------------------------------------------------- |
| 2008 | Inspiration Award                           | Mạc Văn Uý                                           |
| 2008 | Giải phong cách edc                         | Panic at the Disco                                   |
| 2008 | Giải Knockout                               | The Click Five                                       |
| 2006 | Giải phong cách                             | Thái Y Lâm                                           |
| 2006 | Outstanding Achievement in Popular Music    | Destiny's Child                                      |
| 2006 | The Inspiration Award                       | Bird (Thongchai McIntyre)                            |
| 2006 | Breakthrough Collaboration (Nhật Bản)       | Teriyaki Boyz                                        |
| 2005 | Giải phim châu Á                            | Tuyệt đỉnh công phu                                  |
| 2005 | Giải phong cách                             | Nigo (A Bathing Ape)                                 |
| 2005 | Inspiration Award                           | Các nạn nhân Thảm hoạ sóng thần Ấn Độ dương năm 2004 |
| 2004 | Giải phim châu Á                            | Dương Tử Quỳnh                                       |
| 2004 | The Lifetime Achievement Award              | Mariah Carey                                         |
| 2004 | Inspiration Award                           | Mai Diễm Phương                                      |
| 2004 | Nghệ sĩ có ảnh hưởng lớn nhất               | BoA                                                  |
| 2003 | Giải phim châu Á                            | Devdas                                               |
| 2003 | Giải phong cách                             | Avril Lavigne                                        |
| 2003 | The Inspiration Award                       | F4                                                   |
| 2002 | Bộ phim được yêu thích nhất                 | Ngọa hổ tàng long                                    |
| 2002 | Nhà thiết kế thời trang được yêu thích nhất | Donatella Versace                                    |
| 2002 | Inspiration Award                           | Thành Long                                           |
| 2002 | Diễn viên Ấn Độ được yêu thích nhất         | Jaane Kyon (Dil Chahta Hai)                          |
| 2002 | Nghệ sĩ có ảnh hưởng lớn nhất               | Hamasaki Ayumi                                       |